# Czarni Nakło
KS Czarni Nakło nad Notecią – klub piłkarski mający swoją siedzibę w Nakle nad Notecią. Jest to jeden z najstarszych klubów w województwie. Największym sukcesem klubu były występy w III lidze polskiej w sezonie 1997/1998. Po zakończeniu sezonu 2015/16 drużyna seniorów została wycofana z rozgrywek. W 2019 roku reaktywowano drużynę seniorów.

## Historia
15 marca 1923 roku powstał KS Dobij Nakło, którego pierwszym prezesem został Władysław Glabiszewski. Na początku 1925 roku nastąpiła zmiana nazwy na KS Czarni Nakło. W 1927 roku dochodzi do połączenia KS Nakło z KS Czarni Nakło. Połączone kluby przyjęły nazwę Nakielski Klub Sportowy "Czarni". Klub reaktywowano po II wojnie światowej. Pod koniec 1949 roku utworzono Zrzeszenia Sportowe do których kluby były zmuszone przystąpić, wiązało to się ze zmianą nazwy. NKS Czarni zmienił nazwę na ZS Stal Nakło. Na początku 1957 roku nastąpiła zmiana nazwy na tradycyjną KS Czarni Nakło.

## Sukcesy
- Mistrzostwo województwa bydgoskiego i udział w barażach o II ligę - 1952
- Najwyższy poziom ligowy - III liga - 1997/98

## Stadion
Stadion Czarnych Nakło nad Notecią wyposażony jest w 4500 miejsc, w tym 2500 siedzących. Boisko, które nie zostało oświetlone, ma wymiary 105 x 68 m.